# Acmon
Acmon dříve též Segev (hebrejsky עַצְמוֹן, dříve též שגב, v oficiálním přepisu do  angličtiny Atsmon Segev, přepisováno též Atzmon-Segev, nebo Azmon-Segev, popřípadě jen Segev) je vesnice typu společná osada (jišuv kehilati) v Izraeli, v Severním distriktu, v Oblastní radě Misgav.

## Geografie
Leží v nadmořské výšce 336 metrů, v zalesněné a hornaté oblasti v západní části Dolní Galileji, cca 15 kilometrů východně od břehů Středozemního moře a cca 28 kilometrů na západ od Galilejského jezera. Nedaleko od vesnice začínají západním směrem výběžky pobřežní nížiny (respektive její součásti Zebulunského údolí). Tam směřuje vádí Nachal Segev, které vytváří jihovýchodně od obce výrazné zalesněné údolí. Na východní straně terén klesá do údolí vádí Nachal Avid.
Obec se nachází cca 100 kilometrů severovýchodně od centra Tel Avivu a cca 25 kilometrů severovýchodně od centra Haify. Acmon obývají Židé, přičemž osídlení v tomto regionu je etnicky smíšené. 4 kilometry na východ leží město Sachnin, které obývají izraelští Arabové. Na západní straně jsou to arabská města Tamra a Kabul. Jediným větším židovským sídlem je město Karmiel 5 kilometrů severovýchodně od osady. Krajina mezi těmito městskými centry je ovšem postoupena řadou menších židovských vesnic, které zde, západně a severozápadně od Sachninu vytvářejí souvislý blok.
Obec Acmon je na dopravní síť napojena pomocí lokální silnice číslo 805.

## Dějiny
Vesnice Segev byla na tomto místě založena už v roce 1953 Šlo o polovojenské sídlo typu Nachal a zároveň o jedinou židovskou osadu v celém zdejším regionu (teprve roku 1960 vznikl mošav Jodfat). V roce 1957 byla tato vesnice přeměněna na ryze civilní sídlo, ve kterém se ubytovali židovští přistěhovalci, kteří během 50. let 20. století dorazili do Izraele. Mělo jít o zemědělský mošav, ale jeho fungování bránily četné obtíže. Většina obyvatel kvůli tomu vesnici Segev opustila a mošav se postupně proměnil na pouhou pracovní vesnici, která ale populačně skomírala. Funkcionář Židovského národního fondu Josef Weitz popisuje svou návštěvu v Segevu roku 1958. Zjistil, že v osadě prakticky nefungovala místní samospráva. Obyvatelé se navíc bránili existenci družstevně organizovaného mošavu. I Weitz uznal, že zdejší podmínky neumožňují existenci zemědělského trvalého osídlení.
Nynější vesnice Acmon vyrostla rozšířením a přestavbou stávající osady Segev v rámci programu Micpim be-Galil, který vrcholil na přelomu 70. a 80. let 20. století a v jehož rámci vznikly v Galileji desítky nových židovských vesnic s cílem posílit židovské demografické pozice v tomto regionu a nabídnout kvalitní bydlení kombinující výhody života ve vesnickém prostředí a předměstský životní styl.
Pojmenována byla podle hory Har Acmon. Jejími zakladateli bylo 29 rodin, většinou zaměstnanců zbrojařské firmy Rafael Advanced Defense Systems z Haify. Ti se roku 1978 provizorně usadili v lokalitě Javor (יבור), která leží cca 8 kilometrů severozápadně odtud, na okraji pobřežní nížiny, nedaleko vesnice Jas'ur. V roce 1983 se přestěhovali na nynější místo, do trvalé zástavby.
Ve vesnici je k dispozici obchod, synagoga a sportovní areály. Fungují tu zařízení předškolní péče o děti. Základní škola je v obci Gilon. Většina obyvatel dojíždí za prací mimo obec, část pracuje v místě bydliště v sektoru služeb, turistickém ruchu a v podnikání.

## Demografie
Obyvatelstvo Acmon je sekulární. Podle údajů z roku 2014 tvořili populaci v Acmon Židé (včetně statistické kategorie "ostatní", která zahrnuje nearabské obyvatele židovského původu ale bez formální příslušnosti k židovskému náboženství).
Jde o menší sídlo vesnického typu s dlouhodobě rostoucím počtem obyvatel. K 31. prosinci 2014 zde žilo 1049 lidí. Během roku 2014 populace stoupla o 1,0 %.
| Rok            | 1961 | 1972 | 1983 | 1995 | 2001 | 2003 | 2004 | 2005 | 2006 | 2007 | 2008 | 2009 | 2010 | 2011 | 2012 | 2013 | 2014 |
| -------------- | ---- | ---- | ---- | ---- | ---- | ---- | ---- | ---- | ---- | ---- | ---- | ---- | ---- | ---- | ---- | ---- | ---- |
| Počet obyvatel | 344  | 146  | 81   | 579  | 806  | 896  | 911  | 919  | 936  | 947  | 971  | 903  | 957  | 1005 | 1022 | 1039 | 1049 |